# کیرجا (سلطان‌داغی)
کیرجا (به ترکی استانبولی: Kırca) یک منطقهٔ مسکونی در ترکیه است که در سلطان‌داغی واقع شده‌است.